# 吻到未來
《吻到未來》（直译：「是你」）是2023年Netflix原創西班牙浪漫喜劇電影。由愛勞達·魯伊茲·德阿蘇阿執導、克里斯托巴·加里多（Cristóbal Garrido）和阿道夫・凡洛（Adolfo Valor）編劇，領銜主演包括阿爾瓦羅·賽萬堤斯、西爾維亞·阿隆索、蘇珊娜·阿貝特瓦以及戈卡·奥特佐。
2023年3月3日，本片於Netflix全球同步上映。

## 劇情
年少時期的哈維爾（Javier）在獻出初吻後，發現自己可以透過接吻來預知與對方的未來，如此神奇的能力讓他在遇見每個約會對象時就能立刻決定是否要和對方共度未來。一天，哈維爾的同事艾絲特（Esther）約他和羅貝托（Roberto）、露西亞（Lucía）到酒吧狂歡，但工作繁忙的羅貝托有事先走，只剩哈維爾和兩位女生一起喝酒。三杯黃湯下肚後，艾絲特提議哈維爾和露西亞玩接吻遊戲，理智的哈維爾在內心極力反對，因為露西亞可是他摯友羅貝托的女友，但酒精的催促讓哈維爾控制不住他的行為，於是他深深地給了露西亞一吻。一如往常，哈維爾與人接吻時就能預知未來，但這次他看見的未來與其他人十分不同；在未來，哈維爾會跟露西亞瘋狂地愛上彼此，還會住在一棟漂亮的公寓、生下兩個健康的孩子，並在餘生一起創造許多美好回憶。

## 演員及角色
| 演員                                              | 角色                              | 描述                                 |
| ------------------------------------------------- | --------------------------------- | ------------------------------------ |
| 阿爾瓦羅·賽萬堤斯                                 | 哈維爾·卡斯塔紐斯 Javier Castaños | 出版社社長                           |
| 西爾維亞·阿隆索                                   | 露西亞 Lucía                      | 羅貝托的女友                         |
| 蘇珊娜·阿貝特瓦                                   | 亞莉安娜 Ariana                   | 酒吧服務生                           |
| 戈卡·奥特佐                                       | 羅貝托 Roberto                    | 足科醫生，哈維爾的老友，露西亞的男友 |
| 佩拉·卡斯楚                                       | 蘇索勒絲·杜蘭 Sonsoles Durán      | 知名作家                             |
| 伊莉莎白·拉雷納                                   | 席薇亞 Silvia                     | 哈維爾的前女友之一                   |
| 寧頓·桑切斯                                       | 西蒙 Simón                        | 出版社員工                           |
| 寶拉·穆諾茲 Paula Muñoz                           | 波妲 Berta                        | 哈維爾的前女友之一                   |
| 法比亞·卡斯楚 Fabia Castro                        | 艾絲特 Esther                     | 來自瓦倫西亞，露西亞的同事           |
| 萊拉·奧利特 Lara Oliete                           | 卡菈 Carla                        | 出版社員工                           |
| 毛羅·穆尼茲                                       | 桑帝亞戈·唐納特 Santiago Doñate   | 戰地記者兼作家                       |
| 阿德里安·費南德茲·桑切斯 Adrián Fernández Sánchez | 哈維爾 Javier                     |                                      |

## 製作
2021年4月，Netflix宣布他們與西班牙的Zeta工作室（Zeta Studios）將合作拍攝一部名為「Eres tú」的浪漫喜劇電影，這也是兩家公司合作的第五部作品，其他影視作品包括《菁英殺機》、《戀愛如歌》、《無聲沼澤》和《超能芳鄰》等。

### 拍攝
主體拍攝於2022年4月結束。

## 發行
2023年2月3日，宣布本片將於同年3月3日在Netflix上映。

## 大眾迴響
Leisure Byte的影評人赫里希塔·達斯（Hrishita Das）說道：「電影的前半段表現得非常好，它讓我們充分地瞭解兩位主角的個性、價值觀，以及他們的日常生活和人際關係。」、「男主角的人物設定很有趣，但觀賞幾分鐘後就很容易預測故事的結局，失去了令人興奮的元素。」；影評人安妮·坎貝爾（Anne Campbell）給評3顆星（滿分5星）並點出本電影缺乏喜劇感和拖戲太久的問題，說道：「這是一部節奏很慢的浪漫喜劇片，還缺少了一些獨特魅力，不過這部片的其他特點還是值得繼續觀賞。」《20分鐘報》電影部門的賈尼爾·祖巴諾（Janire Zurbano）給予4.5星的評價（滿分5星）並說道「這是一部經典的浪漫喜劇片，男主角阿爾瓦羅·賽萬堤斯就像是Netflix的休·葛蘭，他和蘇珊娜·阿貝特瓦之間的化學反應很好，導演愛勞達·魯伊茲·德阿蘇阿對運鏡的掌控也讓人十分享受。」、「雖然劇情不免有些陳腔濫調，但整體來說也無法忽視它的優點。」

## 外部連結
- 互联网电影数据库（IMDb）上《吻到未來》的资料（英文）
- 在Netflix上觀看《吻到未來》
- 爛番茄上《吻到未來》的資料（英文）
- 豆瓣电影上《吻到未來》的資料 （简体中文）